# Dima (drag queen)
Dima, také Dima Arrest, vlastním jménem Ivo Růžička, (* 23. května 2001) je česká drag queen, tanečník, make-up umělec a influencer. Proslavil se především svými videi na TikToku, které se tematicky pohybují v mezích komediálních skečů, make-up tutoriálů a vlogů. Ve svých vystoupeních se inspiruje u známých zpěvaček jako Ariana Grande, Katy Perry, Billie Eilish nebo Dua Lipa.
Jméno Dima vychází z anglické fráze „On a dime“ odkazující k těžké finanční situaci v rodině. Arrest je anglické slovo pro „zatčení“, také odkazující k rodinné události.

## Život
Růžička se narodil 23. května 2001.[zdroj⁠?!] Žil v Mariánských Lázních, kde také studoval na hotelové škole, kterou úspěšně absolvoval s vyznamenáním. Jako drag queen působí zejména v Praze (jmenovitě bar Friends nebo Kotelna). V současnosti žije v Praze a živí se jako číšník. S dragem začal v patnácti letech experimentováním s make-upem. V sedmnácti poprvé navštívil kluby a také poprvé naživo vystoupila. Dne 12. října 2018, údajně po žití v Itálii, mu byla diagnostikována cukrovka prvního typu, o které také natáčí osvětová videa na TikToku. Ve dnech 21.–22. března 2019 se zúčastnil 21. ročníku Celostátní konverzační soutěže hotelových škol v cizích jazycích konané na HŠ Poděbrady, kde vybojoval 1. místo v kategorii AJ1.
Dima je v současné době[kdy?] barmanem v pražském baru. Otevřeně se hlásí k homosexuální orientaci.

### Působení v médiích
První video na TikToku zveřejnil 20. ledna 2020 a již koncem téhož roku se jeho tvorba těšila desítkám tisíc zhlédnutí. K únoru 2024 má jeho účet více než 300 000 sledujících. Začátek digitálního působení Dimy Arrest však spadá až do roku 2017, kdy zveřejnila první příspěvek na Instagramu, na němž publikuje obsah dodnes. Sporadicky také přispívá od roku 2018 videi na YouTube. V roce 2020 se objevila jako host ve videoklipu drag queen Miss Petty.
Na podzim 2021 (30. října 2021 televize JOJ, 5. listopadu 2021 televize Prima) jako účinkující vystoupila v deváté sezóně soutěže Česko Slovensko má talent a svým výkonem si vysloužila postup do dalšího kola. Porotu zaujala mimo jiné i svým smyslem pro humor, kdy namísto Jaro Slávika sama stiskla červený „bzučák“.
Jako host se také 17. listopadu 2021 objevila v osmnáctém díle druhé řady reality show Like House po boku dalších internetových ikon – Fatale Vanity a Simony Tvardek.